# Slagsta
Denna artikel behandlar kommundelen Slagsta i Botkyrka, för Slagsta i Eskilstuna se Slagsta, Eskilstuna
Slagsta är ett bostadsområde i kommundelen Hallunda-Norsborg i Botkyrka kommun. Det är beläget mellan E4:an i söder och en del av Mälarens strand i norr. 

## Historik

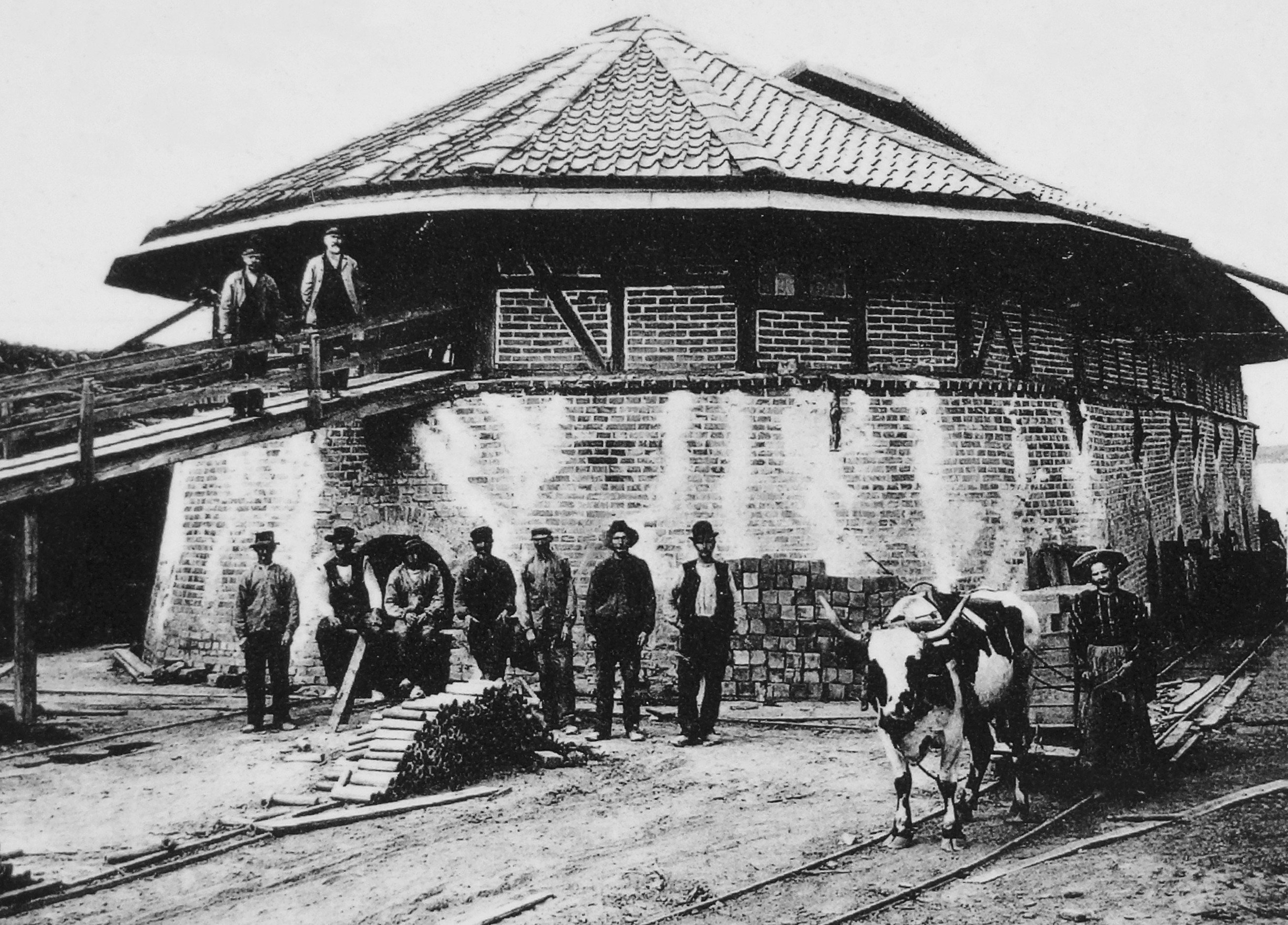
Ringugn, Slagsta tegelbruk, 1890-tal.

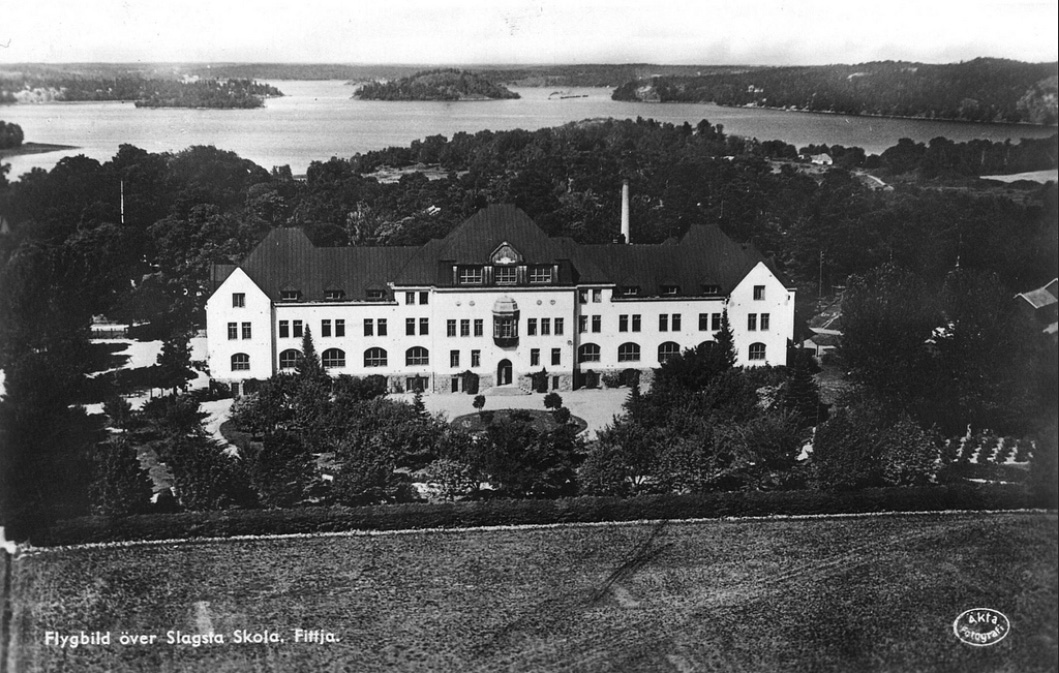
Slagsta skolhem

Området har fått sitt namn efter Slagsta gård, men namnet är belagt långt före gårdens uppkomst. Under Slagsta gård lydde tidigare två tegelbruk som var bland de största i Mälardalen (se Slagsta tegelbruk. Bland annat lär stora delar av Gamla stan i Stockholm vara byggd med murtegel från Slagsta. Bruket lades ner 1914. I området finns fortfarande stora mängder tegelfragment i marken.
År 1911 startade Föreningen för sinnesslöa barns vård ett skolhem för utvecklingsstörda barn och ett seminarium för utbildning av lärarinnor i en nyuppförd byggnad, ritad av Georg Ringström, vid Slagsta. År 1951 övertogs skolhemmet av Stockholms stad, som 1955 även öppnade ett vårdhem för barn och ett arbetshem för kvinnor på området. Verksamheten nedlades 1973, varefter byggnaderna revs, men delar av den omgivande parken finns fortfarande bevarade.

## Dagens Slagsta
Idag är området ett småhusområde som blev inflyttningsklart omkring 1974. De tidigare tegelbruken är förklaringen till att småhusområdet är byggt i terrassform. Man har nämligen tagit lera i 2,5 m djupa skikt. Tegelängsvägen påminner om den tidigare verksamheten.
Vid Mälarstranden finns ett kommunalt bad, Slagstabadet, och för båtintresserade finns Slagsta Marina. I Slagsta finns också en friskola, Kastanjen, som tillämpar Freinetpedagogik. Spelmans- och folkdanslaget Slagsta Gille bildades år 1980. Samt Norra Botkyrka Sjöscoutkår. Slagsta förfogar även över en angöringspunkt för Vägverkets färjeförbindelse Ekeröleden till Ekerö.
År 2000 öppnade Slagsta strand köpcentrum intill E4/E20 med ett trettiotal butiker. Men snart började Kungens kurva bygga ut sitt utbud några kilometer norrut med bland annat Heron City. Den ena affären efter den andra stängde igen i Slagsta köpcentrum och 2010 stängde anläggningen. Under det nya namnet "Slagsta Gate" skulle centrumet omprofileras till en inriktning mot sport och teknik.

## Bilder

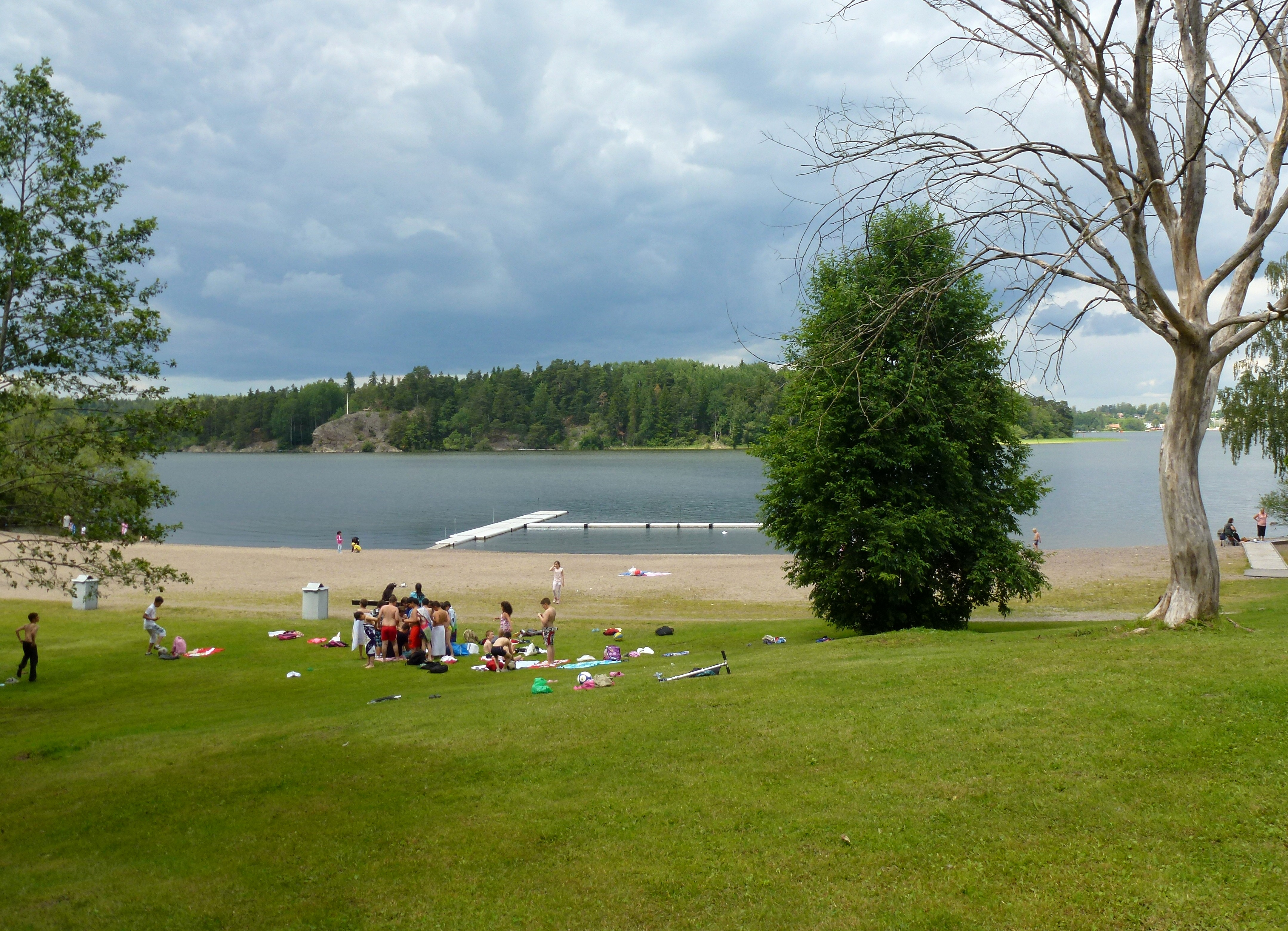
Slagstabadet i juni 2012
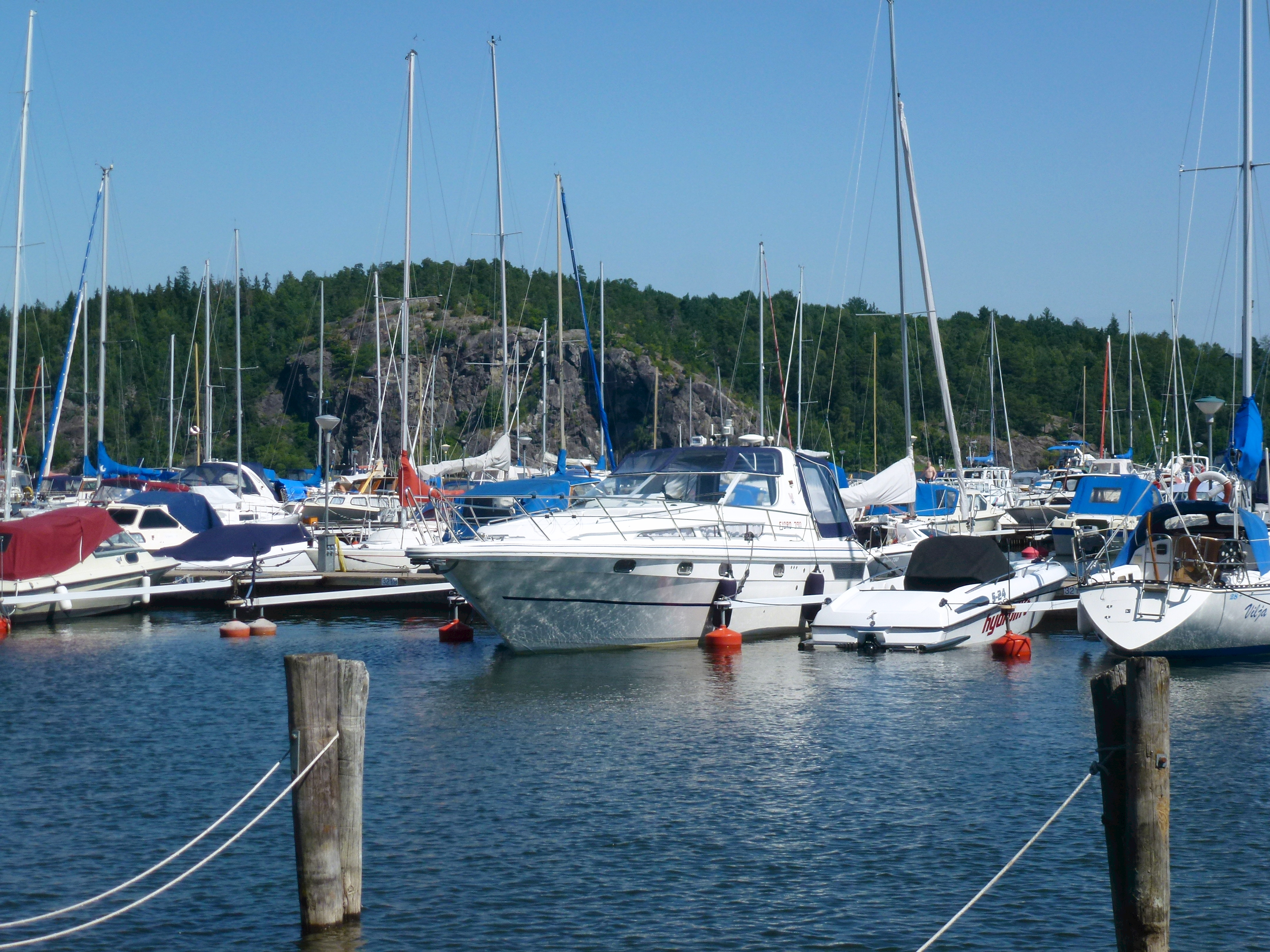
Slagsta Marina i juli 2014
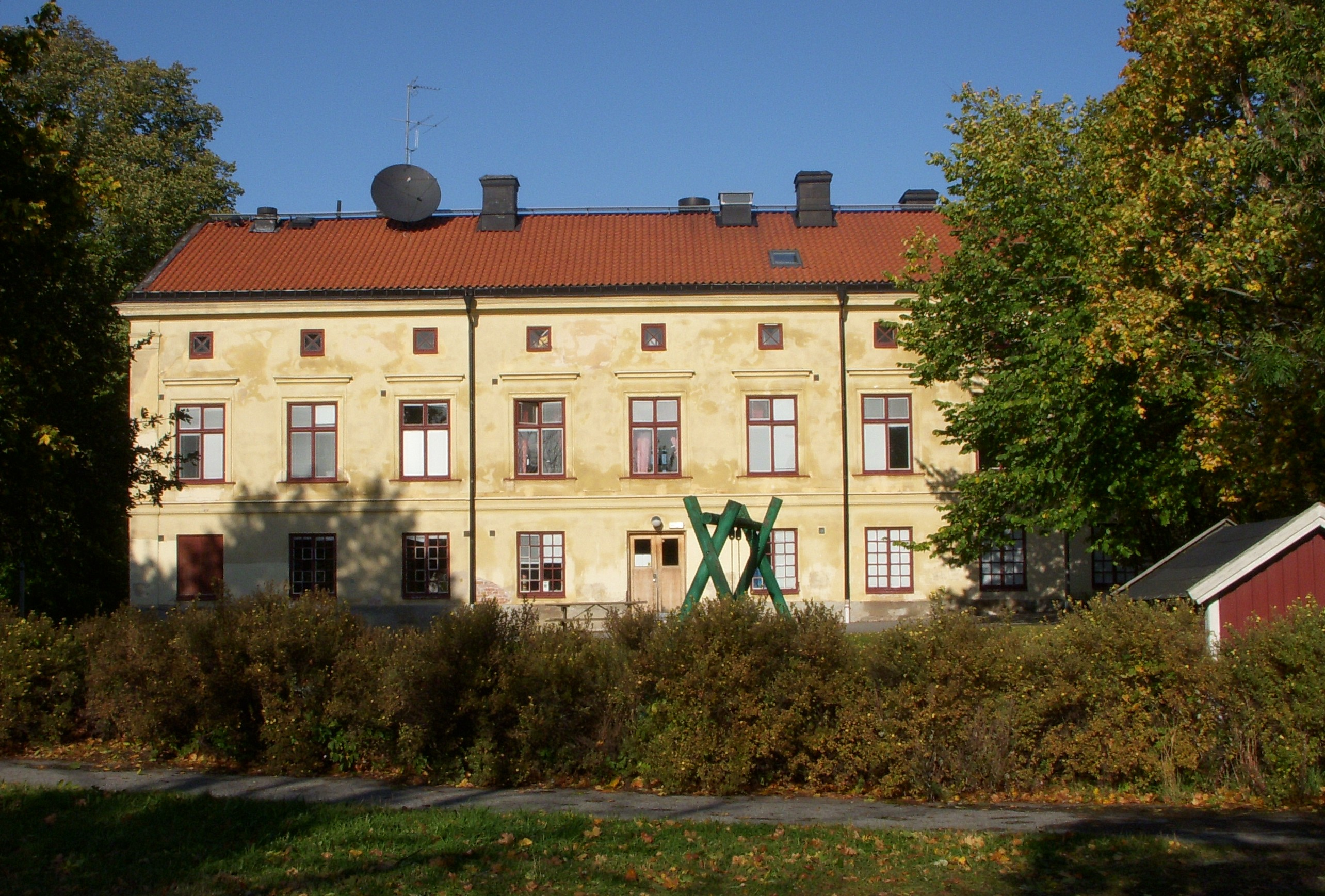
Slagsta gård, fasad mot syd
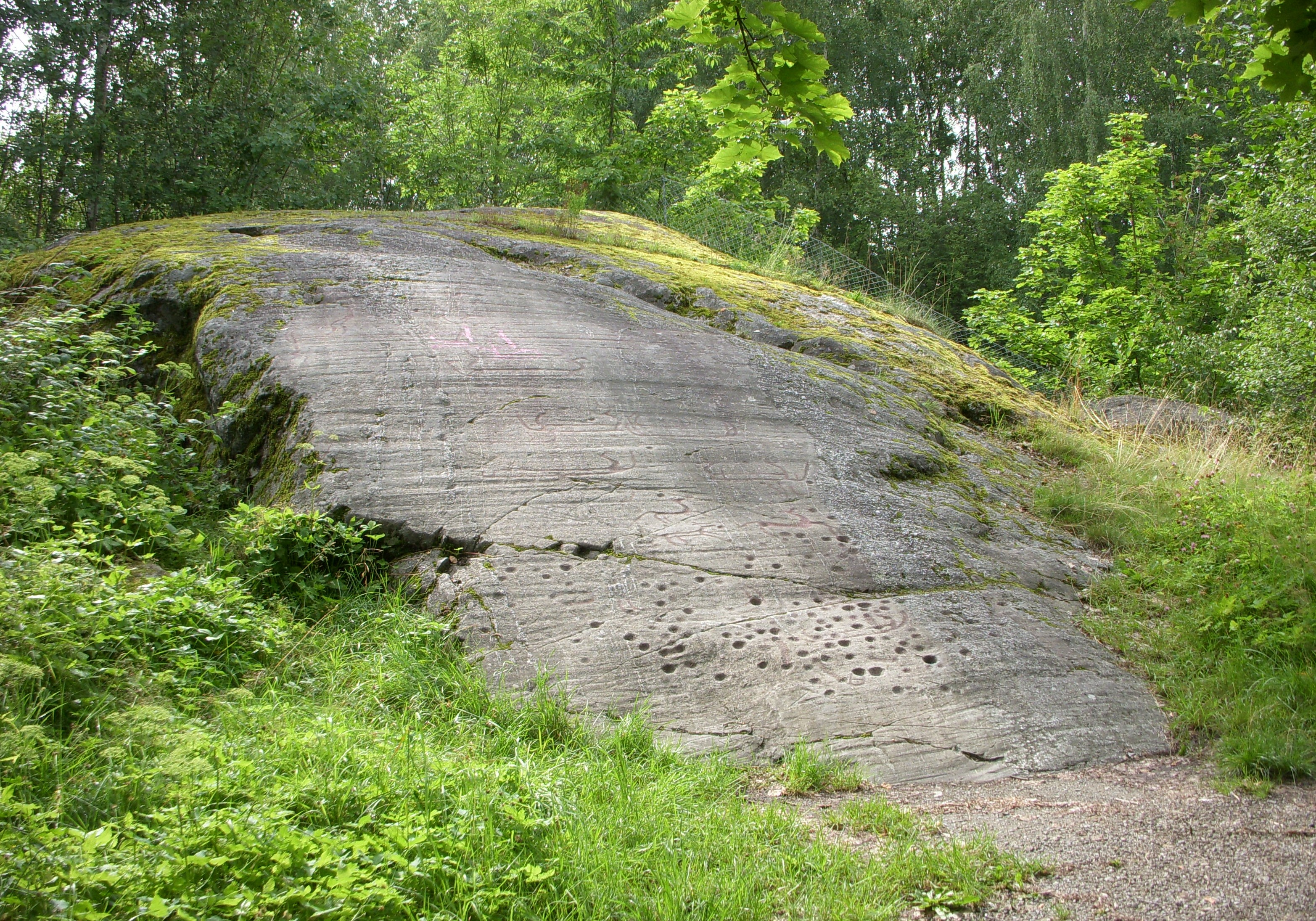
Slagsta hällristning